# Шугерман, Джозеф
Джозеф Шугерман (Joseph Sugarman) — американский копирайтер, мастер директ-мейловского текста, находчивый маркетолог, один из самых эффективных и плодовитых рекламистов Америки, главный исполнительный директор JS&A Group, Inc, а также профессиональный фотограф, дизайнер-график, пилот, аквалангист и публичный оратор.
У него подлинный талант в области продвижения и создания рекламы (Альберт Гор).

## Биография
Шугерман родился и вырос в пригороде Чикаго. Три с половиной года он отучился в электротехническом колледже при Университете Майами (University of Miami), когда в 1962 году его забрали в Армию США.
Более трех лет Джозеф Шугерман провел в Германии, где служил в армейской разведке, а позже — в ЦРУ.
Вернувшись в США, он организовал компанию по продаже австрийских подъемников для лыжников. Позже он основал и своё рекламное агентство для обслуживания клиентов из горнолыжного курортного бизнеса.
В 1971 году Шугерман учредил компанию для продажи средствами директ-маркетинга первого в мире карманного калькулятора. Вскоре его компания, JS&A Group, Inc., стала крупнейшим в стране специализированным поставщиком продуктов космических технологий. Так, в 1970-х и 1980-х годах она вывела на рынок США десятки инновационных товаров и идей современной электроники, включая карманные калькуляторы, электронные часы, беспроводные телефоны, компьютеры и ещё множество других продуктов радио и бытовой электроники. Каждый раз вывод нового продукта сопровождался большими, на целую полосу, рекламными объявлениями, которые стали «фирменным почерком» его копирайтерской работы.
В 1973 году компания Шугермана первой в Соединенных Штатах начала использовать бесплатную телефонную службу 800- для приема заказов с оплатой кредитными карточками по телефону.
С 1977 и по 2000 год, он провел около двадцати собственных эксклюзивных маркетинговых семинаров. Участие в них принимали люди не только из США, но также из самых разных стран и континентов. Цена за участие доходила до 6 тысяч долларов. Эти четырёхдневные семинары становились важной вехой в профессиональной жизни его слушателей и оказывали огромное влияние на их дальнейшую судьбу. Их содержание легло в основу его последней книги, «Искусство создания рекламных посланий. Справочник выдающегося американского копирайтера», вышедшей в США в 2006 году.

## Оценки
В 1979 году Шугерман был избран Человеком года в области директ-маркетинга («Direct Marketing Man of the Year») на церемонии вручения этого приза в Нью-Йорке.
В 1991 году он выиграл престижную премию «Maxwell Sackheim Award» за целостный творческий вклад в развитие директ-маркетинга — приз присуждается по итогам Ежегодного международного конкурса имени Джона Кейплса (Annual John Caples International Awards Competition) .

## Список произведений
Шугерман является автором шести популярных книг.
Первая из них — «Факторы успеха» («Success Forces», ISBN 978-0809270613) вышла в 1980 году и разошлась тиражом в 100 тысяч экземпляров.
Последняя — «Искусство создания рекламных посланий. Справочник выдающегося американского копирайтера» («The Adweek Copywriting Handbook: The Ultimate Guide to Writing Powerful Advertising and Marketing Copy from One of America’s Top Copywriters», ISBN 978-0470051245) — неоднократно переиздавалась также и на русском языке. Как говорит д.ф.н. Александр Назайкин в предисловии к российскому изданию, эта книга должна была «появиться на рынке не сегодня, а гораздо раньше. Её определённо уже давно не хватает российским копирайтерам. Да и не только им — всем работающим на отечественном рекламном рынке. Скольких ошибок можно было избежать после прочтения этой книги за минувшие годы. Но упущенного не вернешь, зато будущее — с появлением этой книги — кажется более радужным».